# HD32219
HD32219 — хімічно пекулярна зоря спектрального класу A3, що має видиму зоряну величину в смузі V приблизно  6,6.
Вона  розташована на відстані близько 582,4 світлових років від Сонця.

## Пекулярний хімічний вміст
Зоряна атмосфера HD32219 має підвищений вміст 
Cr
.